# اوه دال سو
اوه دال سو (کره‌ای: 오달수؛ زادهٔ ۱۵ ژوئن ۱۹۶۸) بازیگر اهل کره جنوبی است.

## فیلم‌شناسی
- منتخب فیلم‌شناسی

### فیلم
| سال  | عنوان                              | نقش               | توضیحات |
| ---- | ---------------------------------- | ----------------- | ------- |
| ۲۰۰۳ | اولد بوی                           | پارک چول-وونگ     |         |
| ۲۰۰۵ | بانوی انتقام                       | آقای چانگ         |         |
| ۲۰۰۶ | میزبان                             | هیولا (صدا)       |         |
| ۲۰۰۶ | من یک سایبورگ هستم، ولی مشکلی نیست | شین دوک-چون       |         |
| ۲۰۰۹ | عطش                                | یونگ-دو           |         |
| ۲۰۱۰ | خدمتکار                            | اولد من ما        |         |
| ۲۰۱۱ | کارآگاه کی: راز بیوه با فضیلت      | هان سو پیل        |         |
| ۲۰۱۲ | دزدان                              | اندرو             |         |
| ۲۰۱۲ | شغال می‌آید                         | کارآگاه ارشد 'ما' |         |
| ۲۰۱۳ | معجزه در سلول شماره ۷              | سو یانگ-هو        |         |
| ۲۰۱۳ | وکیل مدافع                         | پارک دونگ-هو      |         |
| ۲۰۱۴ | دزدان دریایی                       | هان سانگ-جیل      |         |
| ۲۰۱۴ | قصیده‌ای برای پدرم                  | دال-گو            |         |
| ۲۰۱۵ | کارآگاه کی: راز جزیره گم‌شده        | هان سو پیل        |         |
| ۲۰۱۵ | ترور                               | مرد پیر           |         |
| ۲۰۱۵ | کهنه‌سرباز                          | رهبر تیم 'اوه'    |         |
| ۲۰۱۷ | همراه با خدایان: دو جهان           | قاضی              |         |
| ۲۰۱۷ | ۱۹۸۷: وقتی روز فرا می‌رسد           | یی دو-سوک         |         |
| ۲۰۱۸ | کارآگاه کی: راز مردگان زنده        | هان سو پیل        |         |